# Modemagasinet IN
IN også kaldet Modemagasinet IN var et dansk modemagasin, der udkom månedligt og blev udgivet af Aller Media frem til 2021, hvor det blev lukket.
Kernestoffet i magasinet var mode, skønhed, kultur og livsstil, og målgruppen var kvinder over 30 år. 
IN havde i andet halvår af 2014 et oplagstal på 29.168 og et læsertal på 105.000 i andet halvår af 2015. 
INs største danske konkurrenter var modemagasinerne ELLE, Eurowoman og Costume og kvindemagasinerne ALT for damerne og Femina.